# Óxido de actinio
El óxido de actinio(III) es un compuesto químico inorganico que contiene el raro elemento radiactivo actinio. Tiene la fórmula Ac2O3.
Es similar a su correspondiente compuesto de lantano, el óxido de lantano(III), y contiene actinio en el estado de oxidación +3. El óxido de actinio no debe confundirse con Ac2O (anhídrido acético), donde Ac es una abreviatura de acetilo en lugar del símbolo del elemento actinio.

## Reacciones
- Ac2O3 + 6HF → 2AcF3 + 3H2O
- Ac2O3 + 6HCl → 2AcCl3 + 3H2O
- 4Ac(NO3)3 → 2Ac2O3 + 12NO2 + 3O2
- 4Ac + 3O2 → 2Ac2O3
- Ac2O3 + 2AlBr3 → 2AcBr3 + Al2O3
- 2Ac(OH)3 → Ac2O3 + 3H2O
- Ac2(C2O4)3 → Ac2O3 + 3CO2 + 3CO
- Ac2O3 + 3H2S → Ac2S3 + 3H2O